# Parafia Najświętszej Maryi Panny Ostrobramskiej Matki Miłosierdzia w Dylewie
Parafia pw. Najświętszej Maryi Panny Ostrobramskiej Matki Miłosierdzia w Dylewie – rzymskokatolicka parafia należąca do dekanatu Kadzidło, diecezji łomżyńskiej, metropolii białostockiej. Parafię prowadzą księża diecezjalni.

## Historia

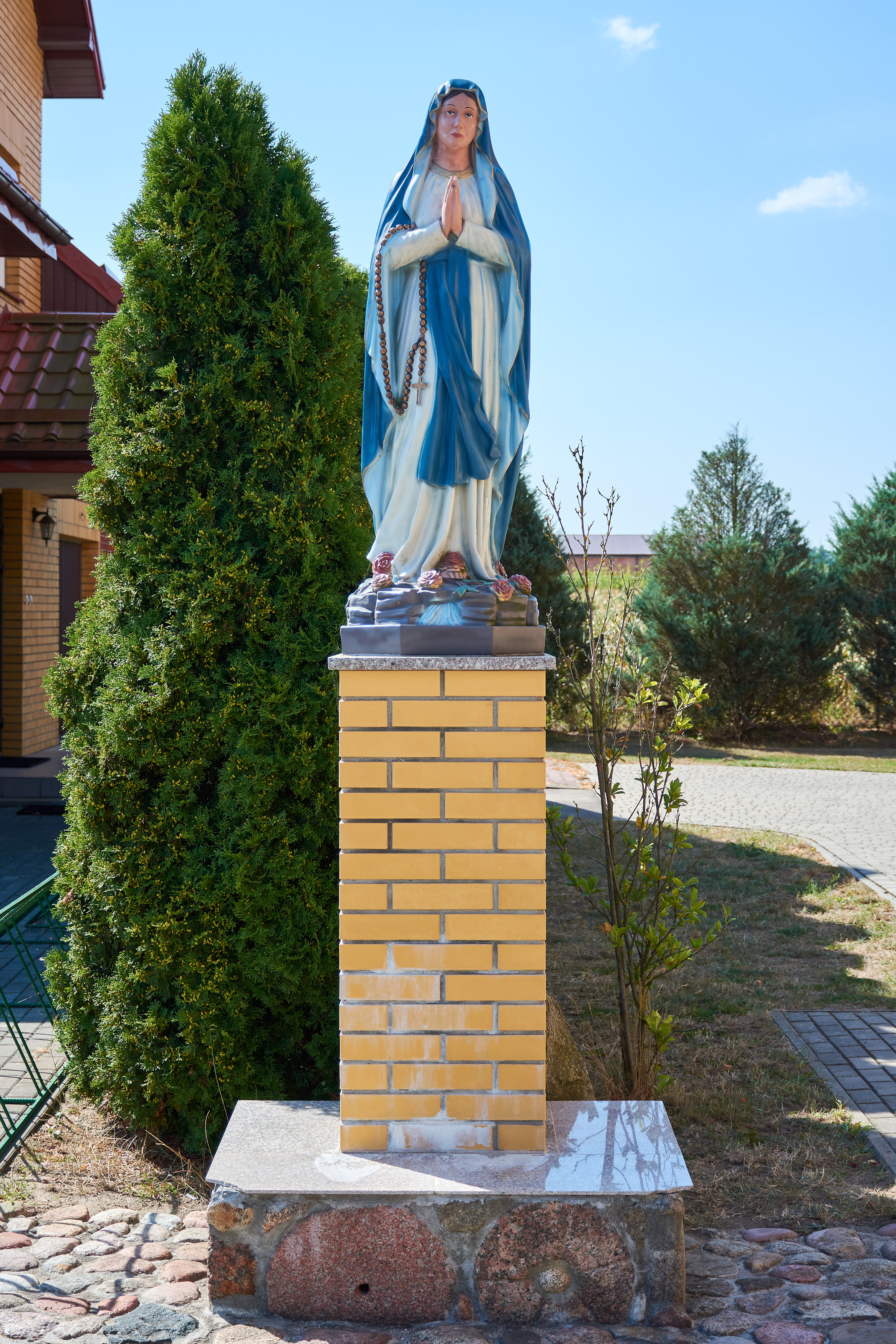
Figura Maryi w pobliżu kościoła

Parafię w Dylewie erygował biskup łomżyński Stanisław Stefanek 21 sierpnia 2005. Nabożeństwa początkowo odbywały się w kaplicy (domu parafialnym). Zaprojektowali ją architekci z ostrołęckiego biura OSTPROJEKT. Powstała dzięki prałatowi dekanatu Kadzidło ks. Marianowi Niemyjskiemu oraz pierwszemu proboszczowi parafii Dylewo ks. Jackowi Majkowskiemu. W 2005 na placu wydzielonym pod kościół ustawiono i poświęcono krzyż. W maju 2006 wytyczono teren budowy, wykonano wykopy i szalowanie ław. Między majem a sierpniem 2006 wykonano fundamenty, które obłożono kamieniem. Między marcem 2007 a lipcem 2010 wzniesiono ściany i wykonano elewację. W 2007 biskup pomocniczy łomżyński Tadeusz Bronakowski wmurował kamień węgielny pod budowę świątyni. 16 listopada 2007 ten sam biskup poświęcił cmentarz grzebalny. Między sierpniem 2008 a czerwcem 2010 zrobiono więźbę dachową i dach. Od września do listopada 2010 otynkowano kościół, wylano też posadzki. W międzyczasie założono instalację elektryczną i nagłośnienie. W dniu odpustu parafialnego 16 listopada 2010 biskup łomżyński Stanisław Stefanek poświęcił kościół. 5 lutego 2013 Starostwo Powiatowe w Ostrołęce wydało pozwolenie na użytkowanie świątyni. Między majem 2013 a sierpniem 2016 malarz pochodzący z Kadzidła, Marcin Sutuła, pokrył kościół polichromią. Latem 2015 i wiosną 2016 powstały dwa parkingi. W 2016 w kościele ustawiono marmurowy ołtarz i meble.

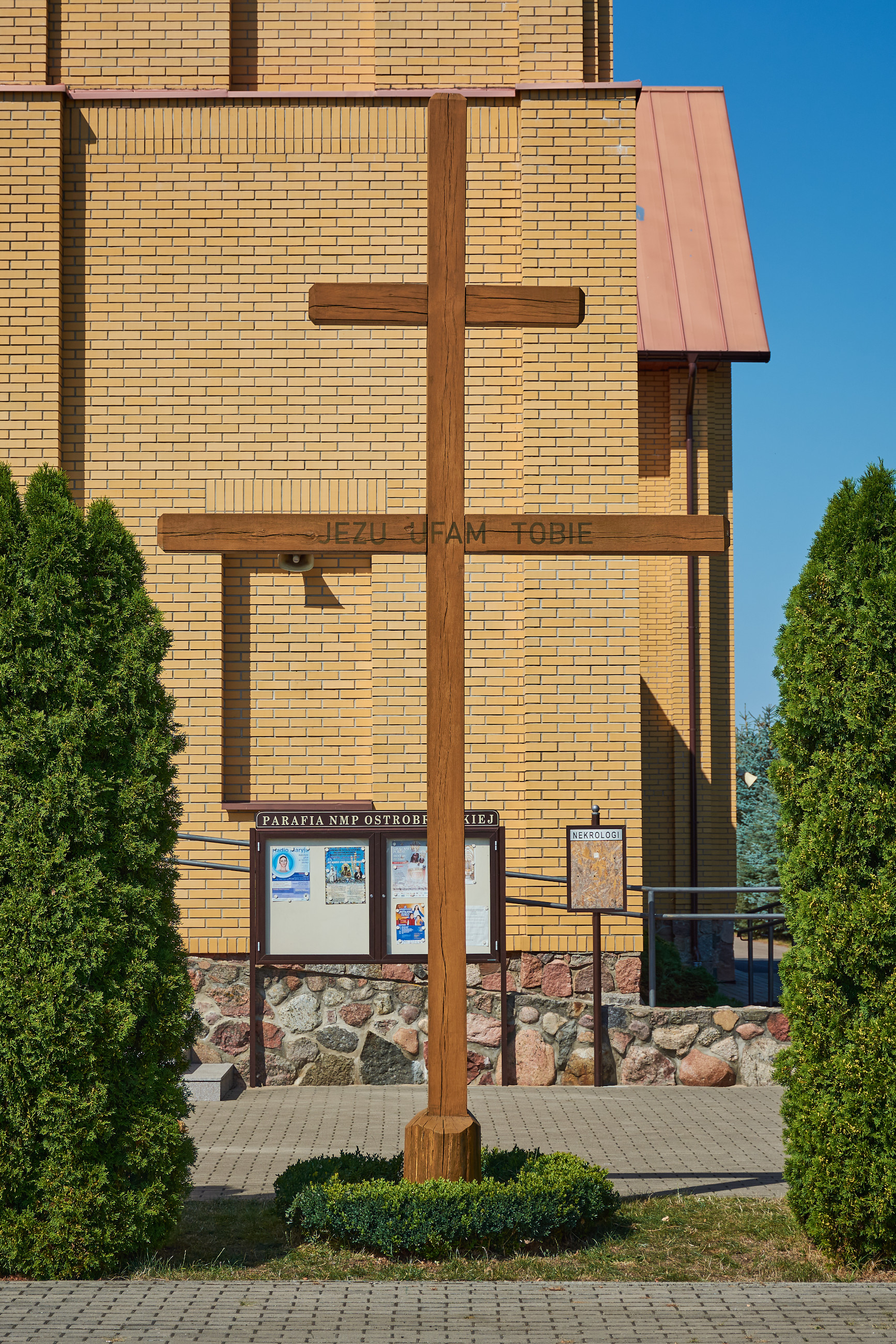
Karawaka przy kościele

10 czerwca 2017 odbyła się uroczysta konsekracja kościoła pw. NMP Ostrobramskiej Matki Miłosierdzia w Dylewie. Poświęcenia kościoła dokonał biskup łomżyński Janusz Stepnowski. Projekt kościoła wykonali Mirosław Grzyb, Tomasz Pudło i Jarosław Dwigacz (OSTPROJEKT z Ostrołęki). W 2008 architekci z tego biura wykonali projekt i prowadzili nadzór inwestorski nad budową cmentarza. Zaprojektowali również plebanię.
W 2019 na witrażach w kościele umieszczono motywy z wycinanek Czesławy Kaczyńskiej i Wiesławy Bogdańskiej.

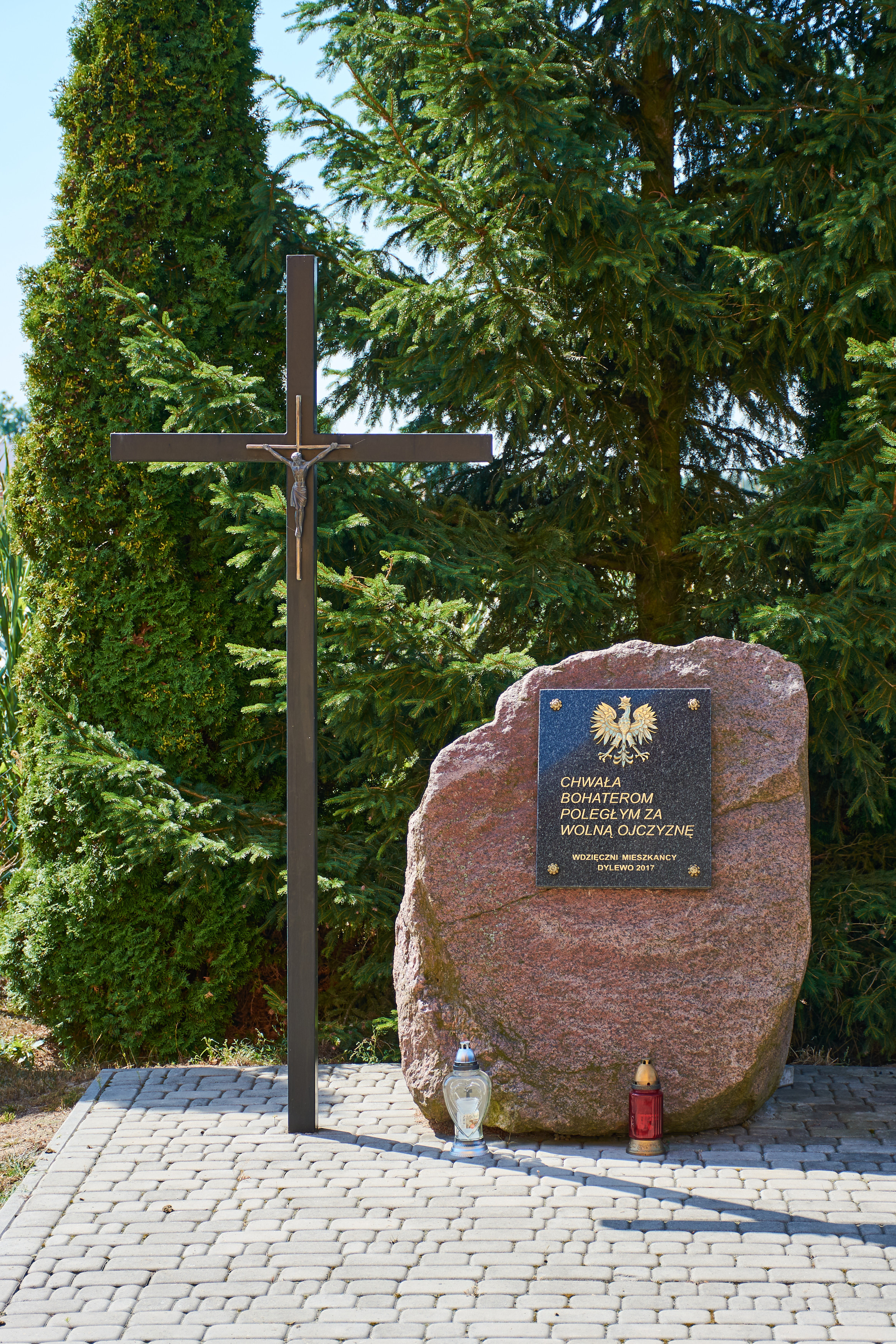
Upamiętnienie koło kościoła

Od 2022 proboszczem parafii jest ks. Karol Żochowski.

## Obszar parafii

### Zmiany administracyjne
Parafia powstała z terytorium parafii pw. Ducha Świętego w Kadzidle. W momencie erygowania liczyła 1875 wiernych z miejscowości: Dylewo, Dylewo-Kolonie, Gibałka, Góry Dylewskie, Łodziska, Szafarnia.

### Miejscowości i ulice
W granicach parafii znajdują się miejscowości:
- Dylewo,
- Gibałka,
- Łodziska,
- Szafarnia[6].

## Duszpasterze

### Proboszczowie
- 2005-2017: ks. Jacek Majkowski
- 2017-2022: ks. Robert Zieliński
- od 2022 ks. Karol Żochowski